# 元悰
元 悰（げん そう、生年不詳 - 542年）は、北魏・東魏の皇族。西河文靖王。字は魏慶。

## 経歴
西河王元昴（元太興の子）の子として生まれた。西河王の封を嗣いだ。はじめ中書侍郎となり、武衛将軍・滎陽郡太守に転じた。後に安西将軍・北華州刺史に任じられた。侍中・衛将軍・金紫光禄大夫の位を受け、驃騎大将軍に進んだ。司州牧となった。535年（天平2年）1月、太尉となった。録尚書事を加えられた。536年（天平3年）4月、また司州牧となった。後に青州刺史として出向した。542年（興和4年）11月20日、青州で死去した。仮黄鉞・太傅・司徒公・驃騎大将軍・定州刺史の位を追贈された。諡は文靖といった。

## 伝記資料
- 『魏書』巻19上 列伝第7上
- 『北史』巻17 列伝第5
- 元悰墓誌